# Slobidka-Smotrîțka, Cemerivți
Slobidka-Smotrîțka (în ucraineană Слобідка-Смотрицька) este localitatea de reședință a comunei Slobidka-Smotrîțka din raionul Cemerivți, regiunea Hmelnîțkîi, Ucraina.

## Demografie
Componența lingvistică a localității Slobidka-Smotrîțka
     Ucraineană (99,28%)
     Alte limbi (0,54%)
Conform recensământului din 2001, majoritatea populației localității Slobidka-Smotrîțka era vorbitoare de ucraineană (99,28%), existând în minoritate și vorbitori de alte limbi.